# اسکای اسپورت اف۱
اسکای اسپورت اف۱ (انگلیسی: Sky Sports F1) یک کانال تلویزیونی است که به‌طور اختصاصی برای پوشش شبکهٔ اسکای از مسابقات فرمول یک در بریتانیا و ایرلند ساخته شده‌است. اسکای اکنون حق پخش این مسابقات را از فصل ۲۰۱۲ تا فصل ۲۰۲۴ در اختیار دارد. از سال ۲۰۱۹ تا ۲۰۲۴، حقوق اختصاصی پخش زندهٔ مسابقات فرمول یک در بریتانیا و ایرلند در اختیار اسکای اسپورت اف۱ است مجوز پخش نقاط عطف همهٔ مسابقه‌ها و مراحل تعیین خط را در کنار پخش زندهٔ جایزه بزرگ بریتانیا، پس از هر رویداد، به کانال ۴ بریتانیا اعطا می‌کند. کانال اسکای اسپورت اف۱ از سال ۲۰۱۷ مسابقات فرمول یک را با کیفیت ۴کی وضوح بسیار بالا پخش می‌کند.